# Himmerlandshistorier

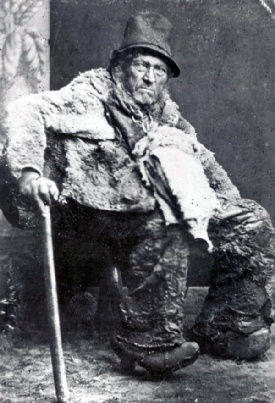
Den halte luffaren Tordenkalven (1816–1891) är föremål för en av historierna.

Himmerlandshistorier är en samling noveller av den danske författaren Johannes V. Jensen, utgivna 1898–1932. Novellerna utspelar sig i västra Himmerland, författarens hembygd på Jylland, under andra halvan av 1800-talet. De spänner över levnadsteckningar, humoristiska anekdoter, spök- och kriminalberättelser och mytiska berättelser, och handlar ofta om original som lever utanför det vanliga samhället. Jensen uppvisar både sympati för bondesamhällets normer och kritiserar dem när de får negativa följder.

## Utgivning
Novellerna gavs huvudsakligen ut i tre samlingar: Himmerlandsfolk från 1898, Ny Himmerlandshistorier från 1904 och Himmerlandshistorie. Tredie Samling från 1910. De sista skrevs 1932 och novellerna har därefter givits ut gemensamt. Urval har givits ut på svenska 1907, 1930 och 1984.